# Daulocnema epicharis
Daulocnema epicharis är en fjärilsart som beskrevs av Ralph S. Common 1965. Daulocnema epicharis ingår i släktet Daulocnema och familjen vecklare. Inga underarter finns listade i Catalogue of Life.